# 금서면
금서면(今西面)은 대한민국 경상남도 산청군의 면이다. 농공단지가 있으며 2013년 산청세계전통의약엑스포 개최지다.

## 연혁
- 1914년 3월 1일 행정구역 폐합에 따라 검석면, 서상면, 서하면을 폐합하여 금서면으로 개칭
- 1975년 1월 1일 서하출장소를 설치
- 1999년 1월 19일 옛 서하･서상면을 본 면으로 통합

## 행정 구역
- 매촌리
- 평촌리
- 향양리
- 수철리
- 지막리
- 특리
- 신아리
- 주상리
- 화계리
- 자혜리
- 방곡리
- 오봉리

## 교육
| 학교명                | 소재지                               | 비고                             |
| --------------------- | ------------------------------------ | -------------------------------- |
| 금서초등학교          | 금서면 화계오봉로 12 (화계리)        |                                  |
| 매촌초등학교          | 금서면 친환경로2346번길 4 (평촌리)   | 1999년 폐교                      |
| 매촌초등학교 특곡분교 | 금서면 동의보감로312번길 11-6 (특리) | 1998년 폐교                      |
| 경호중학교            | 금서면 화계오봉로 17 (화계리)        | 2018년 (거점)산청중학교로 통합   |
| 경호고등학교          | 금서면 화계오봉로 17 (화계리)        | 2018년 (거점)산청고등학교로 통합 |

## 관광
- 구형왕릉
- 덕양전
- 왕산사지
- 특리 지석묘군
- 지막계곡, 오봉계곡
- 공개바위
- 동의보감촌: 한의학 박물관, 한방테마공원, 본디올탕제원
- 유이태약수터(일명 장군수약수터)